# Hajo Rose
Hajo Rose (Mannheim, 1910 – Leipzig, 1989) was een Duits fotograaf en grafisch ontwerper die in de jaren dertig van de twintigste eeuw in Amsterdam werkzaam was. Zijn werk kan worden gerekend tot de Nieuwe Typografie en de Nieuwe Fotografie.
Rose kwam in 1933 als emigrant naar Amsterdam en woonde daar tot 1937 in de Reguliersdwarsstraat 73.
Rose hoorde met Paul Guermonprez bij de oprichters van het in 1934 begonnen ontwerpbureau Co-op 2 in Amsterdam, waar hij echter na een jaar weer uitstapte.
Hajo Rose kwam voort uit de industriële fase van het Bauhaus. Hij had via Walter Peterhans aan het Bauhaus kennis gemaakt met de Nieuwe Fotografie.
Rose's werkkring als ontwerper van affiches en als leraar viel samen met die van de Nieuwe Kunstschool, die in 1933 door Paul Citroen was opgericht als een tegenhanger van het inmiddels gesloten Bauhaus. Hajo Rose was daar met Paul Guermonprez verantwoordelijk voor de afdeling typografie en reclame. De lessen fotografie werden gegeven op het fotoatelier van hun gezamenlijke reclame-adviesbureau Co-op 2.
In 1934 was Rose verantwoordelijk voor het decor van de theatervoorstelling over de Bende van de Zwarte hand, die onder andere in de Amsterdamse Stadsschouwburg werd opgevoerd.
In 1937 was Hajo Rose een van de deelnemende fotografen aan de fototentoonstelling foto ‘37 in het Stedelijk Museum in Amsterdam. In dat jaar schreef hij ook over fotografie in het Prisma der Kunsten, een tijdschrift waarvoor hij enige tijd de typografie verzorgde, het artikel Fotografie, van afbeelden tot vormgeven.
Hajo Rose's werk vond slechts in kleine kring rond Paul Schuitema en Piet Zwart belangstelling. Door leerlingen als Otto Treumann en Benno Premsela is Hajo Rose's invloed pas na de oorlog in de Nederlandse grafische vormgeving merkbaar geworden.
Hij heeft ook nog een samenwerkingsverband gehad met de fotograaf Jan van Keulen (1913-1994).
Werken van Hajo Rose bevinden zich onder meer in de collectie van het Stedelijk Museum in Amsterdam.
- Gemeinsame Normdatei: 116609044
- International Standard Name Identifier: 0000 0000 6676 7491
- Library of Congress Control Number: no2011125459
- Nederlandse Thesaurus van Auteursnamen: 330035444
- PIC: 272049
- RKD-Nederlands Instituut voor Kunstgeschiedenis: 68226
- Union List of Artist Names: 500099403
- Virtual International Authority File: 40134333
- WorldCat: E39PBJbtrCpFfkHydfbrqM7T73